# Amalie Vangsgaard
Amalie Jørgensen Vangsgaard (Jammerbugt, 29 novembre 1996) è una calciatrice danese, attaccante della Juventus.

## Carriera

### Club
Amalie Jørgensen Vangsgaard cresce con i genitori a Pandrup, mostrando propensione al calcio fin dalla tenerissima età e tesserandosi con la società polisportiva della cittadina di residenza, la Jetsmark IF, fin dai quattro anni d'età. Inserita nelle squadre giovanili miste, veste i colori della società biancoverde fino ai 12 anni, quando decide di trasferirsi al Fortuna Hjørring.
Inizialmente inserita nella formazione under 15, dove si mette velocemente in luce, grazie alle sue prestazioni dopo due anni viene promossa a quella under 18 ma un grave infortunio la obbliga solo dopo sei mesi a un anno di riabilitazione lontana dai campi di gioco. Ristabilitasi gioca nella formazione under 18 fino al 2014, anno in cui viene inserita in rosa nella formazione titolare che disputa la Elitedivisionen, livello di vertice del campionato danese di categoria.
Grazie al titolo nazionale conquistato la stagione precedente, Vangsgaard ha l'opportunità di debuttare in UEFA Women's Champions League ai sedicesimi di finale della stagione 2014-2015, nell'incontro di ritorno del 15 ottobre dove la squadra supera per 6-0 le portoghesi dellAtlético Ouriense.
Al termine della stagione 2015-2016 contribuisce a conquistare campionato e coppa.
Il 7 luglio 2024 Vangsgaard passa a titolo definitivo alla Juventus, in Serie A, con cui firma un contratto triennale. Segna la sua prima rete in bianconero il 18 settembre seguente, in occasione della gara dei turni preliminari di Champions League vinta contro il PSG per 3-1.

### Nazionale
Vangsgaard viene convocata dalla Federcalcio danese (DBU) per rappresentare la nazione vestendo la maglia della nazionale under 19 alle qualificazioni alle edizioni 2014 e 2015 del campionato europeo di categoria, riuscendo a qualificarsi alla fase finale di Israele 2015. La Danimarca, inserita nel gruppo A, non riuscirà a superare la fase a gironi.

## Palmarès

### Club
- Campionato danese: 2

Fortuna Hjørring: 2013-2014, 2015-2016
- Coppa di Danimarca: 2

Fortuna Hjørring: 2015-2016
Nordsjælland: 2019-2020
- Coppa di Francia: 1

Psg:  2023-2024
- Campionato italiano: 1

Juventus: 2024-2025
- Coppa Italia: 1

Juventus: 2024-2025

### Individuale
- Capocannoniere del campionato svedese: 1

2022 (22 reti)